# س. ب. كابولسكي
س. ب. كابولسكي (C.B. Cebulski)هو كاتب ومحرر أمريكي في مارفل كومكس، والمعروف بعمله بعنوان  Marvel Fairy Tales. ابتداءا من سنة 2011، كان يشغلُ في منصب نائب الرئيس وأيضا ساهم في تطوير نفسه.

## المهنة
كابولسكي بدأ في المجلات المصورة التي تؤوي تحرير المانغا على سونترال بارك ميديا في مدينة نيويورك. بدأ بكتابة  المانغا والتي أثرت على عمله مثل  Marvel Mangaverse... استقال من التحرير في أوائل عام 2006 ولكنه عاد إلى مارفيل في وقت لاحق في نفس العام لاعتماد أكثر من أدوار مختلطة، وفي عام 2007 وقع صفقة خاصة مع مارفل التي كانت لا تزال مرنة بما فيها الكفاية للسماح له بمتابعة المشاريع الأخرى. ككاتب، ساهم في ثلاثة أقساط ؛ Marvel Fairy Tales: X-Men Fairy Tales، حكايات الرجل العنكبوت، حكايات المنتقمون.
على الرغم من أن كابولسكي وعمل مباشرةً على سلسلة الهاربين ، فقد عمل على سلسلة تعلق به مباشرةً:  المنعزلون. ما إذا الهاربين أصبحوا الشباب المنتقمون ؟  و زعيم الهاربين' نيكو مينوروالقسم في سلسلة الصوفي أركانا. بالإضافة إلى كتابة في مارفل مع أنه  يزال له واجبات التحرير (البحث عن الفنانين الجدد) وكذلك عمل على creator-owned  في إميج كومكس، مثل ا Drain و Wonderlost.
له مشاريع أخرى تشمل X-Infernus ، وتتمة ل Inferno ، والتي عرضت عودة شخصية Magik و حرب الملوك: Darkhawk  هي سلسلة مصغرة عمل فيها سابقا في مجلس المنعزلون.
كابولسكي تلقى دعوة في لعبة الفيديو  Marvel Ultimate Alliance. ففي عام 2013 أُدرج اسمه على قائمة IGN «أفضل من قام بمكبرات الصوت في المجلات المصورة» نصيحته على اقتحام هذه الصناعة. وأيضا في عام 2016، استضاف افتتاح قاعة إم في Asia Pop Comic Convention Manila.

## وصلات خارجية
- C. B. Cebulski على قاعدة بيانات الكتب المصورة
- C. B. Cebulski على ماي سبيس
- س-موقف: C. B. Cebulski & Cammo, الكتاب الهزلي الموارد، ديسمبر 9, 2008
- مقابلة في البرتغالية Webzine